# Takayus sublatifolium
Espèce
Synonymes
- Theridion sublatifolium Zhu, 1998

Takayus sublatifolium est une espèce d'araignées aranéomorphes de la famille des Theridiidae.

## Distribution
Cette espèce est endémique du Hubei en Chine,. Elle se rencontre dans le xian de Xianfeng.

## Description
Le mâle holotype mesure 2,30 mm.

## Systématique et taxinomie
Cette espèce a été décrite sous le protonyme Theridion sublatifolium par Zhu en 1998. Elle est placée dans le genre Takayus par Yoshida en 2001.

## Publication originale
- Zhu, 1998 : Fauna Sinica: Arachnida: Araneae: Theridiidae. Science Press, Beijing, p. 1-436.